# 近藤一彦
近藤 一彦（こんどう かずひこ、1967年7月11日 - ）は、テレビディレクター、映画監督、脚本家。埼玉県上尾市出身。埼玉栄東高等学校卒業。

## 主な作品

### テレビドラマ

#### 演出・監督
- サイコダイヴ（兼 脚本　2011年、フジテレビ）
- 相棒season11（2012〜2013年、テレビ朝日）第12話「オフレコ」第13話「幸福な王子」
- 相棒season12（2013〜2014年、テレビ朝日）第12回「崖っぷちの女」
- 相棒season13（2014〜2015年、テレビ朝日）第５話「最期の告白」
- 日曜ワイド（テレビ朝日）
  - 「山村美紗サスペンス 狩矢父娘シリーズ(19) 京都・どうぶつツアー殺人事件」（2017年9月24日）
  - 「欠点だらけの刑事」（2018年2月4日）
- ハゲタカ（2018年、テレビ朝日）６、７話
- 日曜プライム（テレビ朝日）
  - 「死命～刑事のタイムリミット」（2019年5月19日）
  - 「山村美紗サスペンス 狩矢父娘シリーズ20作記念〜京都俳句ツアー殺人事件!」（2020年2月23日）
  - 「欠点だらけの刑事２」（2022年9月22日）

#### 主な演出補作品
- 伝説の教師（00 日本テレビ）
- Antique～西洋骨董洋菓子店～（01フジ）
- ホーム＆アウェイ（2002）
- 海猿 UMIZARU EVOLUTION（2005年、フジテレビ）
- 家族狩り（2014年、TBS）

#### スケジュール
- 新宿暴走救急隊（2000年、日本テレビ）

### 映画

#### 監督
- Bird's Eye（2003年）
- Scratch!（2004年）
- 瞬くほど曖昧な夕暮れに（2010年／Short Shorts Film Festival 2010&asia）
- また、あした（2011年／Short Shorts Film Festival 2011&asia）

#### 助監督・監督補
- 明日があるさ THE MOVIE（2002年）
- 海猿（2004年）
- LIMIT OF LOVE 海猿（2006年）
- GOEMON（2008年）
- THE LAST MASSAGE 海猿（2010年）
- 相棒 -劇場版III- 巨大密室! 特命係 絶海の孤島へ（2014年）

## 主な脚本作品

### テレビドラマ
- サイコダイヴ（2011年、フジテレビ）
- もっと熱いぞ!猫ヶ谷!!（2012年、名古屋テレビ）

### 映画
- 瞬くほど曖昧な夕暮れに（2010年／Short Shorts Film Festival 2010&asia）
- また、あした（2011年／Short Shorts Film Festival 2011&asia）
- コーポ・ア・コーポ（2023年11月17日）

## 演劇作品
- 「the TANPEN Vol.1　連劇トイレ・ストーリー」作・演出
- 「人離—ひとり—（上・下）」作・演出

## 受賞歴
- Short Shorts Film Festival 2010&asia
  - 旅ショート！プロジェクト優秀賞〈国土交通大臣賞〉（『瞬くほど曖昧な夕暮れに』）